# Ferdinando Wolf
Ferdinando Wolf war ein Unternehmen der mechanischen Kunst- und Bautischlerei, Sägewerk und Parkettboden- und privilegierten Rolljalousien-Fabrik in Trient im damaligen Österreich-Ungarn.

## Geschichte

Fabrik von Ferdinando Wolf in Trient (um 1900)

Die Fabrik wurde im Jahre 1869 gegründet und war ursprünglich für den lokalen Bedarf bestimmt. Zunächst waren wenige Arbeiter beschäftigt, mit dem Wachstum des Unternehmens wuchs ihre Anzahl. Schon in den Jahren 1873 und 1875 fanden die Erzeugnisse der Firma auf den Ausstellungen in Trient und 1882 auf der Ausstellung in Triest Anerkennung durch die Verleihung der silbernen Verdienstmedaille. Die Produktion nahm von Jahr zu Jahr größere Dimensionen an. Die Arbeitsräume waren bald zu klein, so dass 1888 ein Neubau erfolgte. 
Mit der Entwicklung des Betriebes wurden neuere Maschinen beschafft. Neben der bereits genutzten Wasserkraft fand auch die Elektrizität als Triebkraft Anwendung. Die Arbeiterzahl stieg auf 50.
Die Umgestaltung veranlasste den Inhaber, die Fabrikation von Parketten als neuen Zweig dem Unternehmen anzufügen. Auch hierbei verzeichnete er Erfolge: die Produktion des ersten Jahres belief sich auf circa 15.000 Quadratmeter und die Fabrikate wurden auf den Ausstellungen von Mailand und Innsbruck mit der silbernen Staatsmedaille ausgezeichnet. 
Im Jahre 1893 wurde der Firma die Ehre zuteil, Möbel für den Kaiser herstellen zu dürfen. Dafür wurde dem Inhaber der Titel eines k.u.k. Hoflieferanten verliehen. Eine weitere Ausdehnung des Unternehmens ergab sich 1895 durch die Patenterwerbung auf Fenster-Rolljalousien. Auch diese Fabrikate wurden auf der Ausstellung in Trient mit der Verdienstmedaille prämiiert. 
Unter anderem stattete Ferdinando Wolf das Gebäude der Philharmonie von 1903 bis 1905 in Trient sowie 1914 das Palais der Trentiner Industrie- und Handelskammer in Rovereto aus.